# Kurt Cobain
Kurt Donald Cobain (Aberdeen, 20 de fevereiro de 1967 – Seattle, c. 5 de abril de 1994) foi um cantor, compositor e músico norte-americano, famoso por ter sido o fundador, vocalista e guitarrista da banda Nirvana. Figura central do movimento grunge no início dos anos 1990, Cobain ajudou a popularizar o rock alternativo com o álbum Nevermind e o sucesso "Smells Like Teen Spirit". Sua música era marcada por letras introspectivas e uma sonoridade crua e emocional. Considerado um ícone de sua geração, sua vida foi marcada por conflitos pessoais, problemas de saúde mental e dependência química.

Dentre suas principais composições, o single Smells Like Teen Spirit, do segundo álbum do Nirvana, "Nevermind", foi o responsável pelo início do sucesso do grupo e do próprio Kurt, popularizando um subgênero do rock alternativo que a imprensa passou a chamar de grunge. Outras bandas grunge de Seattle, como Alice in Chains, Pearl Jam e Soundgarden, ganharam também um vasto público e, como resultado, o rock alternativo tornou-se um gênero dominante no rádio e na televisão nos Estados Unidos, do início à metade da década de 1990. O Nirvana foi considerado a banda "carro-chefe da Geração X", e seu vocalista, Kurt Cobain, viu-se ungido pela mídia como porta-voz da geração, mesmo contra sua vontade.
Cobain não se sentia bem com a atenção que recebeu, e colocou seu foco na música da banda, acreditando que a mensagem da banda e sua visão artística tinham sido mal-interpretadas pelo público, desafiando a audiência da banda com o seu terceiro álbum In Utero. Desde sua estreia, a banda Nirvana, com Cobain como compositor, vendeu mais de vinte e cinco milhões de álbuns nos Estados Unidos, e mais de cinquenta milhões em todo o mundo.
Durante os últimos anos de sua vida, Cobain lutou contra o vício em heroína, doenças, depressão, fama e imagem pública, bem como as pressões ao longo da vida profissional e pessoal em torno dele próprio e de sua esposa, a cantora Courtney Love. Em 8 de abril de 1994, Cobain foi encontrado morto em sua casa em Seattle, três dias após a sua morte, vítima do que foi oficialmente considerado um suicídio por um tiro de espingarda na cabeça. As circunstâncias de sua morte, por vezes, tornam-se um tema de fascínio e debate.
A vida do cantor já foi retratada de várias maneiras e diversas vezes após a sua morte, seja no cinema, em livros ou em documentários televisivos. A primeira delas foi em 1998, com o documentário Kurt & Courtney. Em seguida, em 2005, foi produzido o filme Last Days, um filme de gênero drama que narrava, de forma fictícia, os últimos dias de vida de Kurt. O documentário Kurt Cobain - Retrato de uma Ausência, lançado em 2006, continha entrevistas de amigos, parentes e do próprio Cobain. Em 2006, doze anos após a sua morte, a revista Forbes listou as treze celebridades mortas que mais lucraram nos últimos doze meses do respectivo ano. O cantor ficou em primeiro lugar na lista, com ganhos estimados em cinquenta milhões de dólares estadunidenses. Em 2014, no seu primeiro ano elegível, o cantor, junto com seus companheiros de banda, Krist Novoselic e Dave Grohl, foi admitido ao Rock and Roll Hall of Fame.

## Infância e juventude

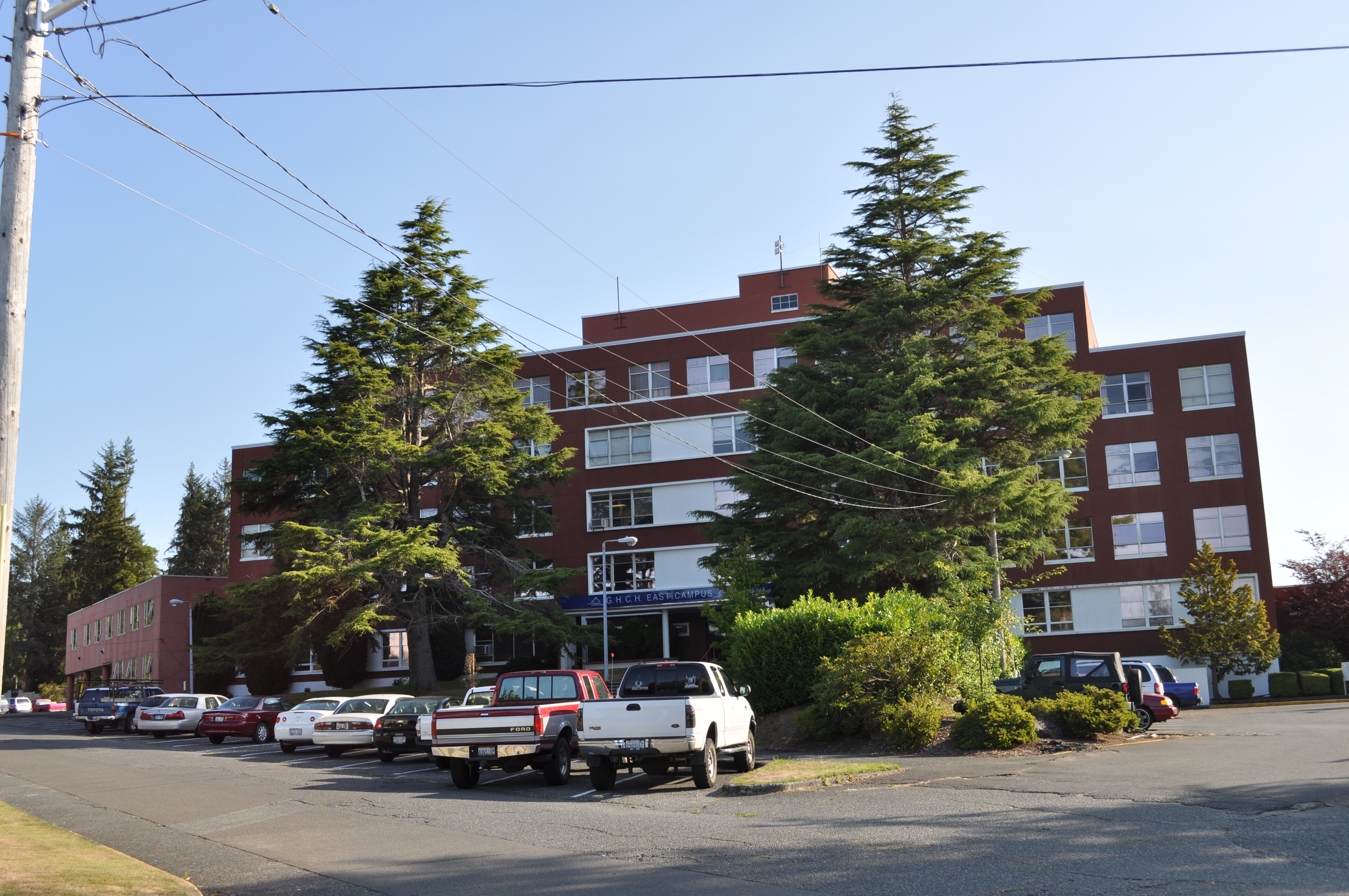
Hospital Grays Harbor, em Aberdeen, em Washington, nos Estados Unidos, o local de nascimento de Kurt Cobain.

Kurt Donald Cobain nasceu em 20 de fevereiro de 1967, no Hospital Grays Harbor, em Aberdeen, em Washington, filho da garçonete Wendy Elizabeth Fradenburg e do mecânico automotivo Donald Leland Cobain. Seu pai era descendente de escoceses, irlandeses e franceses, e sua mãe, era de origem irlandesa, alemã e inglesa. Os antepassados irlandeses de Cobain migraram do Condado de Tyrone, na Irlanda do Norte, em 1875. Outras pesquisas descobriram que eles foram sapateiros, eram originalmente chamados de Cobane, e vieram da aldeia de Inishatieve, perto de Pomeroy, na Irlanda do Norte, e se estabeleceram em Cornwall, em Ontário, no Canadá, e depois em Washington, nos Estados Unidos. Cobain teve uma irmã mais nova chamada Kimberly, nascida em 24 de abril de 1970.
Cobain foi criado por pais da classe trabalhadora. Sua família tinha uma tradição musical: seu tio materno Chuck Fradenburg estrelou em uma banda chamada The Beachcombers; sua tia Mari Earle tocava guitarra, e tocou em bandas pelo Condado de Grays Harbor; seu tio-avô Delbert tinha uma carreira como tenor irlandês e fez uma aparição no filme King of Jazz, de 1930. Cobain foi descrito como uma criança feliz e muito criativa. Seu quarto era descrito como tendo tido a aparência de um estúdio de arte, onde ele desenhava seus personagens favoritos de filmes e desenhos animados, como Aquaman, o Monstro da Lagoa Negra, e os personagens da Disney, como Pato Donald, Mickey Mouse e Pluto. Esse entusiasmo foi incentivado por sua avó Íris Cobain, que era uma artista profissional. Cobain começou a desenvolver um interesse pela música cedo em sua vida. De acordo com a sua tia Mari, ele começou a cantar aos dois anos de idade. Aos quatro anos, Cobain começou a cantar e tocar piano, escrevendo uma música sobre sua viagem a um parque local. Quando era novo, ouvia artistas como Ramones e Electric Light Orchestra e cantava músicas como "Motorcycle Song", de Arlo Guthrie, "Hey Jude", dos The Beatles, "Seasons in the Sun", de Terry Jacks, e a canção-tema do seriado The Monkees.
Em fevereiro de 1976, Wendy, mãe de Kurt, pediu o divórcio, surpreendendo todos da família, inclusive Don. Stan Targus, o melhor amigo de Don, disse que "ele [Don] ficou arrasado com a ideia do divórcio". A queixa da mãe de Kurt era que o marido estava o tempo todo envolvido em esportes. Kurt, na época, tinha nove anos e esse foi um evento que, conforme Kurt, teve um profundo efeito em sua vida. Sua mãe notou que sua personalidade mudou drasticamente - Cobain se tornou mais desafiador e recluso. Em uma entrevista de 1993, ele explica:
Lembro-me envergonhado, por alguma razão. Eu tinha vergonha dos meus pais. Eu não poderia enfrentar alguns dos meus amigos na escola mais, porque eu desesperadamente queria ter o clássico, você sabe, a família típica. Mãe, pai. Eu queria a segurança, assim eu me ressenti com meus pais por alguns anos por causa disso.
Os pais de Cobain passaram a encontrar novos parceiros após o divórcio. Seu pai prometeu não se casar novamente; ele o fez, porém, após conhecer Jenny Westeby. Os dois homens Cobain, Westeby e seus dois filhos, Mindy e James, mudaram-se para um novo lar juntos. Cobain gostava de Westeby a princípio, pois esta lhe dava a atenção materna que ele desejava. Em janeiro de 1979, Westeby deu, à luz, Chad Cobain. Esta nova família, que Cobain insistia em dizer que não era a real, estava em contraste com a atenção que Cobain recebia como filho único. Ele, logo então, começou a expressar seu ressentimento com a madrasta. Sua mãe começou a namorar um homem que abusava dela. Cobain testemunhou a violência doméstica infligida contra ela, e houve um incidente em que ela teve que ser hospitalizada com um braço quebrado. Wendy se recusou a dar queixa, e manteve-se completamente comprometida com a relação.
A personalidade de Cobain continuou a mudar, e ele começou a se comportar insolentemente com adultos e a praticar bullying contra outro menino na escola. Eventualmente, seu pai e Westeby o levaram a um terapeuta, que concluiu que ele estava precisando de uma única família. Ambos os lados da família tentaram reunir seus pais novamente, mas sem sucesso. Em 28 de junho de 1979, a mãe de Cobain concedeu a custódia total de seu filho a seu pai. Mas a rebelião adolescente de Cobain logo tornou-se demais para ele, e ele acabou colocando o filho sob os cuidados de diversos amigos e familiares.

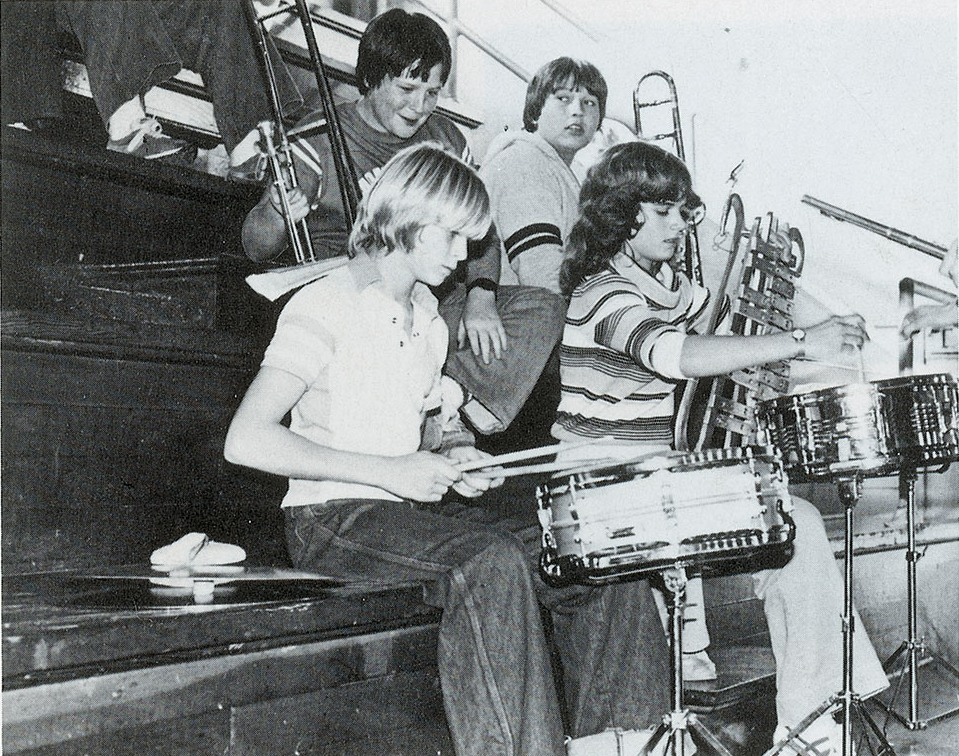
Cobain em 1981

Enquanto convivia com a família cristã do seu amigo Jesse Reed, Cobain se tornou um devoto da igreja cristã e a frequentava regularmente. Cobain, depois, renunciou ao cristianismo durante o início da adolescência, engajando-se em o que seria descrito como discursos "anti-Deus". A música "Lithium" é sobre a sua experiência de vida com a família de Reed. A religião continuou a desempenhar um papel importante na vida pessoal de Cobain e em suas crenças: ele costumava utilizar imagens cristãs em seus trabalhos e manteve um interesse constante no jainismo e na filosofia budista. O nome da banda Nirvana foi tirado do conceito budista, que Cobain descreveu como "a liberdade em relação à dor, ao sofrimento e ao mundo externo", em paralelo com a ética e a ideologia do punk rock. Cobain se referiu a si mesmo tanto como um budista como um jainista em diferentes momentos de sua vida. Inclusive, assistia a documentários de televisão à noite sobre os dois assuntos.
Apesar de não estar interessado em esportes, ele foi inscrito na equipe júnior de wrestling do ensino médio por insistência de seu pai. Apesar de ser qualificado, desprezou a experiência e saiu do time. Kurt perdia as lutas de propósito, só para irritar seu pai. Seu pai, mais tarde, alistou Cobain em uma equipe pequena da liga de beisebol, onde Cobain intencionalmente cometia faltas com a intenção de evitar ter que jogar. Ao invés disso, Cobain estava mais interessado em arte. Ele sempre desenhava durante as aulas, incluindo objetos associados com a anatomia humana. Quando lhe deram a atribuição de desenhar uma caricatura durante um curso de arte, Cobain fez um retrato de Michael Jackson. Quando seu professor de arte lhe disse que a caricatura seria imprópria para ser exibido em um corredor da escola, Cobain fez um esboço insultante ao então presidente Ronald Reagan.
Cobain fez amizade com um aluno homossexual na escola, às vezes sofrendo bullying de estudantes homofóbicos que concluíam que Cobain também era gay. Em uma entrevista, Kurt disse que gostava de ser associado a uma identidade gay, porque ele não gostava de pessoas, e as pessoas, uma vez acreditando que ele era gay, o deixavam em paz. Ele disse: "Eu comecei a ficar orgulhoso com o fato de ser gay, mesmo não o sendo". Seu amigo, uma vez, tentou beijá-lo, mas Kurt se esquivou e disse que não era gay, mas que continuaria a ser seu amigo. Em uma entrevista de 1993 para a revista LGBT The Advocate, Cobain afirmou que ele era gay "em espírito" e que "provavelmente poderia ser bissexual se não fosse casado". Ele também disse que usou spray para pintar "Deus é Gay" em picapes na área de Aberdeen. No entanto, os registros da polícia de Aberdeen mostram que, na ocasião em que foi preso, a frase foi, na realidade, "Ain't got no how watchamacallit" ("não tenho como, como se diz?"). Em um de seus diários pessoais, dizia: "eu não sou gay, embora eu desejasse ser, só para irritar esses homofóbicos".
Segundo inúmeros colegas de Cobain e a seus familiares, o primeiro show a que assistiu foi um de Sammy Hagar e do Quarterflash no Seattle Center Coliseum, em 1983. Cobain, no entanto, alegou que o primeiro foi um do The Melvins, uma experiência que ele escreveu abundantemente em seus diários. Tal como um adolescente vivendo em Montesano, Cobain encontrou escapes através da próspera cena punk do Noroeste Pacífico, indo a shows de punk rock em Seattle. Começou a frequentar o espaço de ensaios de colegas músicos de Montesano, do The Melvins.
Durante o segundo semestre do seu segundo ano de ensino secundário, Cobain passou a viver com sua mãe em Aberdeen. Duas semanas antes da formatura, ele saiu da sua escola, a Aberdeen High School, depois de perceber que não tinha créditos suficientes para se graduar. Sua mãe lhe deu duas opções: encontrar um emprego ou ir embora. Depois de uma semana, Cobain encontrou suas roupas e outros pertences embalados em caixas de mudança. Banido da casa por sua mãe, Cobain se manteve na casa de amigos e, às vezes, se escondeu no porão de sua mãe. Cobain afirmou que, durante os períodos sem-teto, vivia debaixo de uma ponte sobre o rio Wishkah, uma experiência que inspirou a faixa "Something in the Way" do álbum Nevermind. No entanto, o baixista do Nirvana, Krist Novoselic, disse: "Ele ficou por ali, mas você não poderia viver naquelas margens lamacentas, com a maré subindo e descendo. Aquele foi seu próprio revisionismo".
No final de 1986, Cobain se mudou para um apartamento, pagando seu aluguel trabalhando no The Polynesian Resort, um resort polinésio costeiro cerca de 32 quilômetros ao norte de Aberdeen. Durante esse período, ele viajou com frequência a Olympia para assistir a apresentações de bandas de rock. Durante suas visitas a Olympia, Cobain formou um relacionamento com Tracy Marander. O casal teve um relacionamento próximo, mas, muitas vezes, tenso, com dificuldades financeiras e ausência de Cobain, quando ele saía para se divertir. Marander sustentou o casal, trabalhando na lanchonete do Aeroporto Internacional de Seattle-Tacoma, muitas vezes até roubando comida. Cobain passava a maior parte de seu tempo dormindo até tarde da noite, assistindo à televisão e se concentrando em projetos de arte. A insistência de Marander para que ele conseguisse um emprego influenciou Cobain a escrever "About a Girl", música que foi lançada no álbum Bleach. Acredita-se que foi Marander quem bateu a foto da capa do álbum. Ela nunca soube que "About a Girl" foi escrita sobre ela até anos após a morte de Cobain.
Após Marander se separar dele, Cobain começou a namorar Tobi Vail, baterista da banda Bikini Kill, do gênero riot grrrl. Vail era uma importante produtora de fanzines punks e era adepta do "faça você mesmo". Após conhecer Vail, Cobain chegou a vomitar por estar tão sobrecarregado de ansiedade por causa de sua paixão por ela. Isso iria inspirar o verso "Love you so much it makes me sick" ("Te amo tanto que chego a ficar doente"), que aparece na canção "Aneurysm". Embora Cobain considerasse Vail como sua "outra metade", seu relacionamento com ela esfriou: Cobain desejava o conforto maternal de uma relação tradicional, enquanto Vail achava que esse tipo de relação era sexista segundo os parâmetros da comunidade contracultural punk rock à qual ela pertencia. Pessoas que namoraram Vail foram descritas por sua amiga Alice Wheeler como "acessórios de moda". Eles passavam a maior parte do seu tempo como um casal a discutir questões políticas e filosóficas. Em 1990, ambos colaboraram num projeto musical chamado Bathtub Is Real ("Banheira Existe Mesmo"), em que ambos cantavam e tocavam guitarra e bateria. Eles gravaram suas músicas num gravador que pertencia ao pai de Vail. No livro de Everett True de 2009 Nirvana: The Biography, Vail é citada como tendo dito:

[Kurt] tocava as canções que ele havia escrito, eu tocava as canções que eu havia escrito, e ambos as gravávamos com o gravador de meu pai. Às vezes, eu cantava e tocava bateria em canções dele... Ele realmente estava impressionado com o fato de eu ser criativa e ligada em música. Acho que ele nunca tinha tocado antes com uma garota. Ele era super inspirador e divertido de se tocar com.
Slim Moon comparou o som deles às "canções pop minimalistas pelas quais Olympia é famosa. Ambos cantavam; era realmente bom". A experiência de Cobain com seu relacionamento com Vail iria inspirar o conteúdo lírico de várias das músicas de Nevermind. Enquanto Kurt discutia temas como o anarquismo e o punk rock com a integrante da banda Bikini Kill Kathleen Hanna, esta pintou, com um spray, "Kurt Smells Like Teen Spirit" ("Kurt cheira a Espírito Adolescente") na parede do apartamento de Kurt. Teen Spirit ("Espírito Adolescente") é o nome do desodorante que Vail usava, e Hanna, então, brincava dizendo que Cobain cheirava ao desodorante. Cobain, no entanto, não sabia do nome do desodorante, e interpretou o slogan como possuindo um significado revolucionário, que inspirou o título da música "Smells Like Teen Spirit".

## Nirvana
Quando ganhou sua primeira guitarra elétrica no seu décimo quarto aniversário, depois de escolher entre esta e uma bicicleta, Kurt logo começou a aprender algumas músicas e a tocar alguns covers, como Back in Black do AC/DC. Sem demora, começou a trabalhar em suas próprias canções. Durante o Ensino Médio, enquanto aprimorava seu dom de guitarrista, Kurt nunca encontrou alguém que tocasse de modo espontâneo e divertido, até que conheceu Krist Novoselic. A mãe de Krist era dona de um salão de beleza e os dois começaram a ensaiar eventualmente na sala que ficava no último andar do prédio. Nessa época, Kurt deu, a Novoselic, uma fita demo de sua banda, Fecal Matter. Depois de alguns meses de indecisão, Krist, finalmente, ouviu a fita e gostou. Acabou por concordar em formar uma banda juntamente com seu mais novo amigo, banda esta que, mais tarde, resultaria no Nirvana.

Memorial a Cobain em Aberdeen, em Washington

O começo da carreira deixou Cobain desencantado, devido à banda ser incapaz de atrair multidões consideráveis e pela dificuldade em se sustentar. Durante seus primeiros anos tocando juntos, Novoselic e Cobain foram anfitriões de uma lista rotativa de bateristas. Eventualmente, a banda ficou com Chad Channing, com o qual o Nirvana gravou o álbum Bleach, lançado pela Sub Pop Records, em 1989. Cobain, porém, ficou insatisfeito com o estilo de Channing, levando a banda a procurar um substituto e, eventualmente, encontrando Dave Grohl. Com Grohl, a banda encontrou seu maior sucesso através de sua estreia com o álbum de 1991, Nevermind.
Cobain lutou para conciliar o enorme sucesso do Nirvana com suas raízes na música underground. Ele também se sentia perseguido pela mídia, comparando-se a Frances Farmer. Depois, ele criou um certo ressentimento em relação a pessoas que afirmavam serem fãs da banda, mas que não reconheciam ou entendiam as visões sociais e políticas da banda. Um crítico declarado do sexismo, do racismo e da homofobia, Cobain ficou publicamente orgulhoso com a apresentação do Nirvana em um evento de apoio aos direitos dos homossexuais chamado No-on-Nine ("Não ao Nove"), no Oregon, em 1992, em oposição à "iniciativa popular 9 do Oregon" (Oregon Ballot Measure 9), que proibia as escolas desse estado estadunidense de reconhecer ou aceitar positivamente os direitos LGBT.
Cobain foi um apoiador do movimento pró-escolha, e envolveu-se desde o início na campanha Rock for Choice junto com a banda L7. Ele recebeu ameaças de morte de um pequeno número de ativistas antiaborto, com um ativista ameaçando que Kurt seria baleado logo que pisasse no palco. No encarte da compilação Incesticide, declarou:
| “ | If any of you in any way hate homosexuals, people of different color, or women, please do this one favor for us - leave us the fuck alone! Don't come to our shows and don't buy our records. (Se algum de vocês de alguma forma odeia os homossexuais, as pessoas de cor diferente, ou mulheres, por favor, faça esse favor para nós - deixe-nos em paz! Não venha aos nossos shows e não compre os nossos discos) | ” |

Um artigo de seus Journals lançado postumamente declara que a libertação social, poderá ser possível apenas por meio da erradicação do sexismo.

## Influências musicais
Os Beatles foram, desde cedo, uma influência poderosa e duradoura na vida de Kurt; sua tia Mari se lembra de Kurt cantando Hey Jude com dois anos de idade. "Meus tios me davam discos dos Beatles", se lembra Kurt em uma entrevista a Jon Savage em 1993, "praticamente, eu só escutava os Beatles". Kurt expressou uma particular predileção por John Lennon, a quem ele chamou de "ídolo" em seus Journals lançados postumamente. Kurt disse que escreveu a canção "About A Girl", do álbum de estreia da banda, Bleach (1989), depois de ouvir o disco Meet the Beatles! durante três horas.
Kurt também era fã de bandas de hard rock e heavy metal dos anos 1970 como AC/DC, Black Sabbath, Led Zeppelin, Aerosmith, Queen e Kiss. Ocasionalmente, a banda tocava covers dessas bandas, como "Heartbreaker", "Moby Dick" e "Immigrant Song", do Led Zeppelin; Hand of Doom, do Black Sabbath; e Do You Love Me?, do Kiss. A canção Aero Zeppelin, do álbum Incesticide, foi um tributo ao Aerosmith e ao Led Zeppelin.
O punk rock exerceu uma influência profunda no estilo artístico e na atitude do Kurt adolescente. Seu primeiro disco de punk rock foi Sandinista!, do The Clash, mas ele acabou se tornando mais fã da banda Sex Pistols, que ele qualificou, em seus Journals, como "um milhão de vezes mais importante do que o The Clash". Kurt foi apresentado a bandas estadunidenses de hardcore punk dos anos 1980 como Black Flag, Bad Brains, MDC e Flipper pelo seu conterrâneo de Aberdeen Buzz Osborne, cantor e guitarrista da banda The Melvins. Osborne emprestava, a Kurt, discos de punk e velhos exemplares da revista Creem. Os Melvins foram, também, uma importante influência musical sobre o jovem Kurt: muitas das canções do álbum Bleach foram inspiradas pelo som pesado e grunge dessa banda.
Kurt também era fã de bandas protopunk como The Stooges, cujo álbum de 1973 Raw Power foi citado por Kurt em seus Journals como o seu favorito em todos os tempos, e The Velvet Underground, cuja canção de 1967 Here She Comes Now ganhou covers da banda tanto em apresentações ao vivo como em gravações de estúdio.
A banda estadunidense de rock alternativo dos anos 1980 Pixies ajudou Kurt a desenvolver seu próprio estilo de composição. Em uma entrevista de 1992 para o jornal Melody Maker, Kurt disse que ouvir o álbum de estreia de 1988 do Pixies Surfer Rosa "convenceu-o a abandonar seu estilo mais Black Flag de composição em favor do estilo mais Iggy Pop/Aerosmith que aparece no Nevermind". Em uma entrevista em 1993 para a revista Rolling Stone, Kurt disse que Smells Like Teen Spirit havia sido sua tentativa de "extirpar o Pixies. Tenho que admitir isso. Quando ouvi o Pixies pela primeira vez, me conectei tanto com a banda que eu senti que tinha de fazer parte dela - ou pelo menos de uma banda cover dela. Nós utilizamos seu senso de dinâmica, sendo suave e quieto e então alto e pesado".
O gosto de Kurt pelas bandas iniciais do roque alternativo também se estendeu ao Sonic Youth e ao R.E.M., bandas cujos integrantes eram amigos dos membros do Nirvana, sendo sempre procurados por estes em busca de conselhos. Foi por recomendação de Kim Gordon do Sonic Youth que a banda assinou contrato com a DGC Records em 1990, e as duas bandas fizeram uma turnê de duas semanas no verão de 1991 na Europa, conforme ficou registrado no documentário 1991: The Year Punk Broke. Em 1993, Kurt disse, a respeito do R.E.M.: "Se eu pudesse escrever apenas um punhado de canções tão boas quanto as que eles escreveram... Eu não sei como essa banda faz o que ela faz. Meu Deus, eles são o máximo. Eles lidaram com o sucesso como santos, e continuam fazendo grandes músicas".
Depois que alcançou o reconhecimento do grande público, Kurt passou a atuar como um campeão de pequenas bandas independentes, tocando versões cover de The Vaselines, Meat Puppets, Wipers e Fang no palco e/ou no estúdio, vestindo camisas de Daniel Johnston durante sessões de fotos, tatuando o logotipo da K Records no seu antebraço, e incluindo bandas como Butthole Surfers, Shonen Knife, Chokebore e Half Japanese na turnê In Utero no final de 1993 e início de 1994. Kurt chegou a convidar músicos para tocarem junto com ele, como o guitarrista Pat Smear, ex-The Germs, que se juntou à banda em 1993, e a banda Meat Puppets, que tocou três músicas de seu segundo álbum, Meat Puppets II, no MTV Unplugged do Nirvana em 1993.
A lista do Unplugged incluiu uma versão de "The Man Who Sold the World", de David Bowie, e a adaptação de Leadbelly para a canção folk tradicional "Where Did You Sleep Last Night". Kurt apresentou esta música dizendo que Leadbelly era seu músico preferido. Em uma entrevista em 1993, Kurt disse que conheceu Leadbelly através do escritor William S. Burroughs. "Eu me lembro de [Burroughs] dizendo: 'esses novos garotos do rock'n roll deviam jogar suas guitarras fora e ouvir alguma coisa com real alma, como Leadbelly", disse Kurt. "Eu nunca tinha ouvido falar de Leadbelly antes, então comprei um punhado de discos: agora, ele é um de meus favoritos em todos os tempos. Eu gosto mais dele do que de qualquer rock'n roll que tenha ouvido".
O Unplugged do Nirvana, que foi lançado postumamente em 1994, dá uma pista de como poderia ter sido o futuro musical de Kurt. O disco gerou comparações com Automatic for the People (1992), do R.E.M. e, em 1993, o próprio Kurt predisse que o próximo álbum do Nirvana seria "bem etéreo, acústico, como o último álbum do R.E.M".
"Sim, ele falou um bocado sobre qual era a direção que ele estava tomando", disse o vocalista do R.E.M. e amigo de Kurt, Michael Stipe, à revista Newsweek em 1994. "Quero dizer, eu sei como o próximo álbum do Nirvana soaria. Ele seria bem quieto e acústico, com muitos instrumentos de cordas. Seria um disco incrível, e fico com um pouco de raiva por ele ter se matado. Ele e eu íamos gravar uma fita demo do álbum. Estava tudo arranjado. Ele já tinha o bilhete do voo. Já tinha um carro que iria pegá-lo. No último minuto, ele ligou e disse: 'não posso ir'". Stipe foi o padrinho da filha de Kurt e Courtney, Frances Bean Cobain.

## Arte
Grohl disse que Kurt acreditava que a música vinha em primeiro lugar e a letra em segundo lugar. Ele focava principalmente na melodia das canções, e se queixava de quando fãs e jornalistas tentavam decifrar seu canto e extrair o significado das letras, escrevendo: "Por que diabos os jornalistas insistem em vir com interpretações freudianas de segunda classe para as minhas letras, quando noventa por cento das vezes eles as transcrevem de forma incorreta?". Embora insistisse na subjetividade e na ausência de importância das letras, Kurt era conhecido pelo trabalho demorado nas suas letras, sempre trocando seu conteúdo e ordem dos versos durante as apresentações. Ele mesmo definiu suas letras como "uma grande pilha de contradições. Elas estão divididas entre opiniões muito sinceras minhas, opiniões sarcásticas minhas, e refutações bem-humoradas, sarcásticas e esperançosas a desgastados clichês boêmios."
A ideia original de Kurt era dividir o álbum Nevermind em dois lados: um lado "garoto", que descreveria suas experiências de juventude, e um lado "garota", sobre sua relação disfuncional com Vail. Charles R. Cross escreveu: "Nos quatro meses após o rompimento da relação, Kurt escreveu meia dúzia das suas mais memoráveis canções, todas sobre Tobi Vail." Embora Lithium tivesse sido escrita antes que Kurt conhecesse Vail, os versos da canção mudaram para fazer referência a Vail. Kurt disse, numa entrevista à revista Musician: "Algumas de minhas experiências mais pessoais, como terminar com garotas e ter maus relacionamentos, sentir aquele vazio mortal que a personagem da canção sente. Completamente sozinho, doente". Embora Kurt dissesse que In Utero era, "na sua maior parte, impessoal", no álbum Kurt lidou com o divórcio de seus pais quando criança, sua fama recém-adquirida e a imagem pública dele e de Courtney na música Serve the Servants, e com a gravidez e a anatomia feminina de Courtney em Heart-Shaped Box. Kurt escreveu Rape Me não apenas como uma discussão objetiva sobre estupro, mas também como um protesto metafórico contra o modo como ele se julgava tratado pela mídia. Ele escreveu sobre fama, vício em drogas e aborto em "Pennyroyal Tea", e sobre os direitos da mulher e a vida de Frances Farmer em "Frances Farmer Will Have Her Revenge on Seattle".
Kurt escreveu a canção Polly do álbum Nevermind depois de ler uma notícia de um jornal de 1987 sobre uma adolescente de 14 anos que foi sequestrada ao pegar carona após um espetáculo de punk rock e, então, estuprada e torturada com um maçarico. Ela escapou depois de ter ganho a confiança do sequestrador, Gerald Friend, ao flertar com ele. Após assistir a um show do Nirvana, Bob Dylan disse que Polly era a melhor canção do Nirvana. O cantor também teria dito, a respeito de Kurt: "o garoto tem coração".
O romance O Perfume (1985), de Patrick Süskind, inspirou Cobain a escrever a canção "Scentless Apprentice", do álbum In Utero. O livro fala sobre um aprendiz de perfumista que não possui odores no corpo, mas que possui um extraordinário olfato e se dedica a matar moças virgens para lhes extrair o perfume.
Kurt se envolveu em projetos artísticos ao longo de toda a sua vida com a mesma intensidade com que escreveu canções. Assim como suas canções, seus trabalhos artísticos expressavam um senso de humor macabro. Também notável era seu interesse por fisiologia, pela sua peculiar condição de saúde e pela anatomia humana. Sem dinheiro para comprar material próprio para pintar e desenhar, Kurt improvisava pintando em tabuleiros de jogos e capas de discos, utilizando várias substâncias, incluindo fluidos corporais seus. Os desenhos seus incluídos nos seus Journals foram considerados de alta qualidade por críticos de arte. Muitas das pinturas, colagens e esculturas de Kurt foram utilizadas nos encartes dos álbuns do Nirvana, como nas capas de Incesticide e In Utero, por exemplo. Os videoclipes do Nirvana também foram influenciados pelo estilo artístico ácido de Kurt.
Kurt participou da gravação da declamação do poema The "Priest" They Called Him, de William S. Burroughs. Kurt toca guitarra, enquanto Burroughs declama. O disco foi gravado em 25 de setembro e em novembro de 1992 e lançado em 1 de julho de 1993. Kurt tinha Burroughs como herói. Durante a turnê europeia do Nirvana, Kurt manteve, consigo, um exemplar da novela Naked Lunch, de Burroughs, que havia sido comprado num quiosque de Londres. Kurt se encontrou com Burroughs na casa deste em Lawrence, no Kansas, em outubro de 1993. Burroughs não mostrou-se surpreso após a morte de Cobain: "Não foi um ato de vontade de Kurt matar-se. Até onde sei, ele já estava morto".

## Relacionamento e família

### Courtney Love

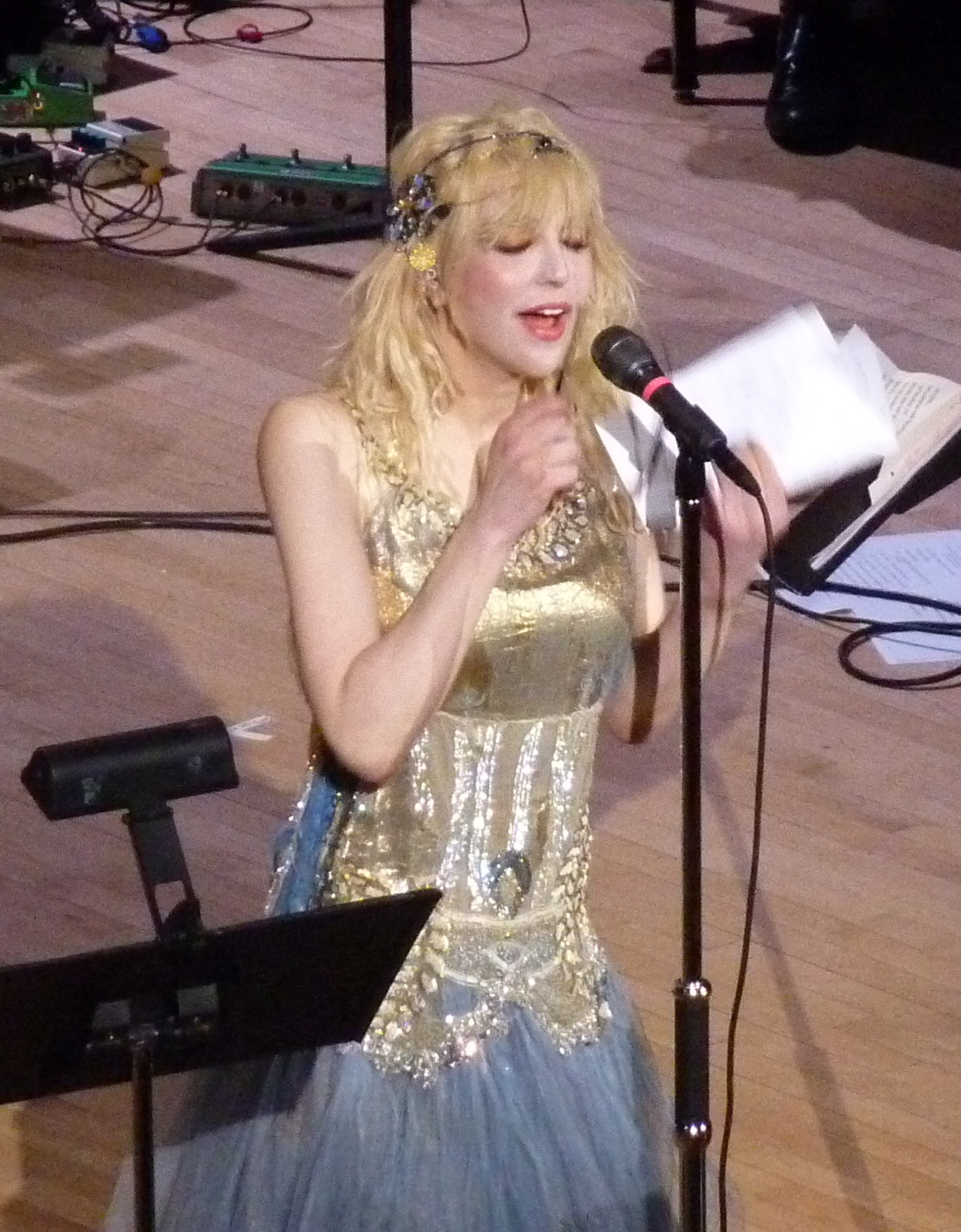
Courtney Love em 4 de outubro de 2009 no Carnegie Hall, em Nova York.

Courtney Love conheceu Cobain em 12 de janeiro de 1990, na discoteca Satyricon, em Portland, quando os dois ainda tinham bandas de rock underground. Love fazia avanços, mas Cobain era evasivo. No início de seu namoro, Cobain não foi a encontros e ignorou os avanços de Love porque ele não tinha certeza se queria um relacionamento. Cobain disse: 
"Eu estava determinado a ser um solteirão por alguns meses [...] Mas eu sabia que eu gostava tanto de Courtney imediatamente que era uma luta muito difícil ficar longe dela por tantos meses". 
Courtney Love viu, pela primeira vez, uma performance de Cobain em 1989 em um show em Portland, Oregon; falaram brevemente após o show e Love desenvolveu uma paixão por ele.
Cobain já estava ciente de Love através de seu papel no filme de 1987 Straight to Hell. Segundo o jornalista Everett True, os dois foram formalmente apresentados em um concerto da L7 e da Butthole Surfers em Los Angeles, em maio de 1991. No outono de 1991, os dois foram vistos muitas vezes juntos e ligados através do uso de drogas.

Na época de uma performance do Nirvana no programa Saturday Night Live, em 1992, Love descobriu que ela estava grávida de Cobain. Em 24 de fevereiro de 1992, poucos dias após o término da turnê do Nirvana no Pacífico, Cobain e Love se casaram na praia de Waikiki, no Havaí. Love usou um vestido de cetim e renda, que tinha sido da atriz Frances Farmer, e Cobain usava um pijama verde, porque ele tinha sido "muito preguiçoso para vestir um smoking". Em entrevista ao The Guardian, Love revelou a oposição ao casamento de várias pessoas: "Kim Gordon [do Sonic Youth] senta-se pra mim e diz: "Se você se casar com ele, sua vida não vai acontecer, ele vai destruir a sua vida. Mas eu disse: "Seja como for, eu o amo, e quero estar com ele!... Não foi culpa dele. Ele não estava tentando fazer isso." Semanas depois, Cobain disse que "nos últimos dois meses, fiquei noivo e minha atitude mudou drasticamente", em entrevista à revista Sassy. 
"Eu não posso acreditar em o quanto estou feliz. Às vezes, até me esqueço de que estou em uma banda, eu estou tão cego pelo amor. Eu sei que soa constrangedor, mas é verdade. Eu poderia desistir da banda agora mesmo. Não importa, mas estou sob contrato".

### Frances Bean Cobain
Em 18 de agosto, a filha do casal, Frances Bean Cobain, nasceu.
Em um artigo de 1992 na revista Vanity Fair (revista), Love admitiu ter usado heroína durante a gravidez sem saber. Love afirmou que a Vanity Fair tinha feito uma citação errada, mas o caso gerou controvérsia para o casal. Embora o romance de Cobain e Love sempre tenha sido uma atração pela mídia, eles viram-se perseguidos por repórteres de tabloides depois que o artigo foi publicado, muitos querendo saber se Frances era viciada em drogas desde o nascimento. O Los Angeles County Department of Children's Services ("Serviços do Departamento de Crianças do Condado de Los Angeles") chamou Cobain à corte, alegando que o uso de drogas pelo casal os havia tornado pais inaptos. Com duas semanas de idade, a guarda de Frances Bean Cobain foi transferida para a irmã de Courtney, Jamie, por várias semanas. Depois, o casal obteve a custódia em um acordo de troca, através do qual se comprometiam a se submeter a exames de urina e visitas regulares de um assistente social. Depois de meses de disputas judiciais, a guarda total da filha foi, finalmente, concedida ao casal.

### Saúde
Durante a maior parte da sua vida, Kurt sofreu de bronquite crônica e de intensa dor física devido a uma não diagnosticada condição estomacal. Sua primeira experiência com drogas foi com maconha em 1980 com a idade de treze anos. Ele usou essa droga regularmente na idade adulta. Durante um período, Kurt consumiu doses "notáveis" de LSD, como observou Marander, e estava "prestes a se dar mal: drogas, ácido, todo tipo de droga", observou Krist Novoselic; Kurt também era inclinado ao alcoolismo e ao abuso de solventes. De acordo com o The Telegraph, Kurt tinha depressão. Sua prima chamou a atenção para o seu histórico familiar de suicídio, doença mental e alcoolismo, notando que dois de seus tios cometeram suicídio com armas de fogo.
A primeira experiência de Kurt com heroína aconteceu em 1986, tendo a droga lhe sido administrada por um traficante de drogas local de Tacoma que havia lhe fornecido, anteriormente, oxicodona/aspirina. Ele usou heroína esporadicamente por vários anos, mas, no final de 1990, o uso transformou-se em vício. Kurt disse que estava "determinado a obter um hábito" que curasse sua dor de estômago. "Começou com três dias seguidos de heroína e já não tenho mais dor de estômago. Foi um alívio," relatou. Entretanto, seu amigo de longa data Buzz Osborne contesta essa informação, dizendo que a dor de estômago de Kurt era causada pela heroína, dizendo: "Ele inventou isso para poder continuar usando heroína. Claro que ele vomitava - é o que usuários de heroína fazem. Isso se chama 'vomitar com um sorriso no rosto'".
Seu uso de heroína começou a afetar a turnê do álbum Nevermind. Por exemplo: durante a sessão fotográfica da banda com Michael Levine no programa Saturday Night Live, em 1992, Kurt adormeceu várias vezes, por ter usado heroína um pouco antes. Kurt disse, a seu biógrafo Michael Azerrad: "O que eles podiam fazer? Eles não poderiam me dizer para parar. Então eu não me importava. Obviamente, para eles, era como se eu estivesse praticando feitiçaria ou algo assim. Eles não sabiam nada sobre o assunto, então eles pensavam que, a qualquer momento, eu morreria".
Pouco a pouco, o vício em heroína piorou. Sua primeira tentativa de reabilitação aconteceu no começo de 1992, pouco depois de ele saber que Courtney estava grávida. Imediatamente após deixar a clínica de reabilitação, Kurt embarcou numa turnê na Austrália, onde apareceu magro e pálido devido à síndrome de abstinência. Pouco após regressar a sua casa, no entanto, o vício reapareceu.[carece de fontes?]
Antes de uma apresentação no festival New Music Seminar em Nova Iorque em julho de 1993, Kurt teve uma overdose. Em vez de chamar uma ambulância, Courtney lhe aplicou uma injeção de Naloxona para despertá-lo. Ele, então, tocou normalmente com o Nirvana, sem que ninguém suspeitasse do que tinha acontecido.
Quando criança, Kurt Cobain foi diagnosticado com TDAH.

## Morte
Após uma parada da turnê com um show no Aeroporto de Munique-Riem, na Alemanha, em 1 de março de 1994, Cobain foi diagnosticado com bronquite e laringite. Ele viajou a Roma no dia seguinte para tratamento médico, e encontrou-se com sua esposa, Courtney Love, em 3 de março. Na manhã seguinte, quando Love acorda, percebe que Cobain teve uma overdose de uma combinação de champanhe e Rohypnol. Cobain foi imediatamente levado ao hospital e passou o resto do dia inconsciente. Após cinco dias no hospital, Cobain foi liberado e voltou a Seattle. Love disse que o incidente foi a primeira tentativa de suicídio de Cobain.
Em 18 de março, Love telefona para a polícia para informá-la que Cobain era um suicida e que tinha se trancado em um quarto com uma arma. A polícia chegou e confiscou várias armas e uma garrafa de pílulas de Cobain, que insistiu que não era um suicida e que tinha se trancado no quarto para esconder-se de Love. Interrogada pela polícia, Love disse que Cobain nunca tinha mencionado que ele era um suicida e que ela não tinha o visto com uma arma.
Love consegue organizar uma intervenção sobre o uso de drogas de Kurt, no dia 25 de março. As dez pessoas envolvidas na intervenção incluíam amigos do músico, executivos da gravadora, e um dos amigos mais íntimos de Kurt, Dylan Carlson. A intervenção não teve sucesso inicialmente, com uma explosão de raiva, insultos e desprezo de Cobain sobre os participantes. Logo depois, o músico tranca-se no quarto do andar de cima. No entanto, até ao final do dia, Cobain tinha concordado em submeter-se a um programa de desintoxicação. Cobain chegou ao Centro de Recuperação Exodus, em Los Angeles, na Califórnia, em 30 de março. Os funcionários do estabelecimento não sabiam do histórico depressivo de Kurt e de suas tentativas anteriores de suicídio. Quando visitado por amigos, não havia nenhuma indicação para eles de que Cobain estava em qualquer tipo de estado negativo ou suicida. Cobain tinha passado o dia conversando com seus conselheiros sobre o seu vício de drogas e problemas pessoais, e brincou com sua filha Frances durante sua visita, o último dia em que ela veria seu pai.
Na noite seguinte, Kurt saiu para fumar um cigarro. Em seguida, pulou um muro de seis metros de altura para deixar a instalação (no início do dia, Kurt havia dito, em tom de brincadeira, que seria estúpido tentar pular o muro). Ele pegou um táxi para o aeroporto de Los Angeles e voou de volta para Seattle, em um voo onde sentou-se ao lado do na época baixista da banda Guns N' Roses, Duff McKagan. Mesmo após a animosidade entre Nirvana e o Guns N'Roses, e a animosidade pessoal do próprio Cobain em relação ao vocalista Axl Rose, Kurt Cobain "parecia feliz" em ver McKagan. McKagan diria, mais tarde, que ele sabia com "todos os meus instintos que algo estava errado." Ao longo dos dias 2 e 3 de abril, Cobain foi visto em diversas localidades ao redor de Seattle, mas a maioria de seus amigos e familiares não tinha conhecimento de seu paradeiro. Em 3 de abril, Love contactou um detetive particular, Tom Grant, e contratou-o para encontrar Cobain. Cobain não foi visto no dia seguinte. Em 7 de abril, em meio a rumores de que o Nirvana iria se separar, a banda saiu do festival de música anual de Lollapalooza.

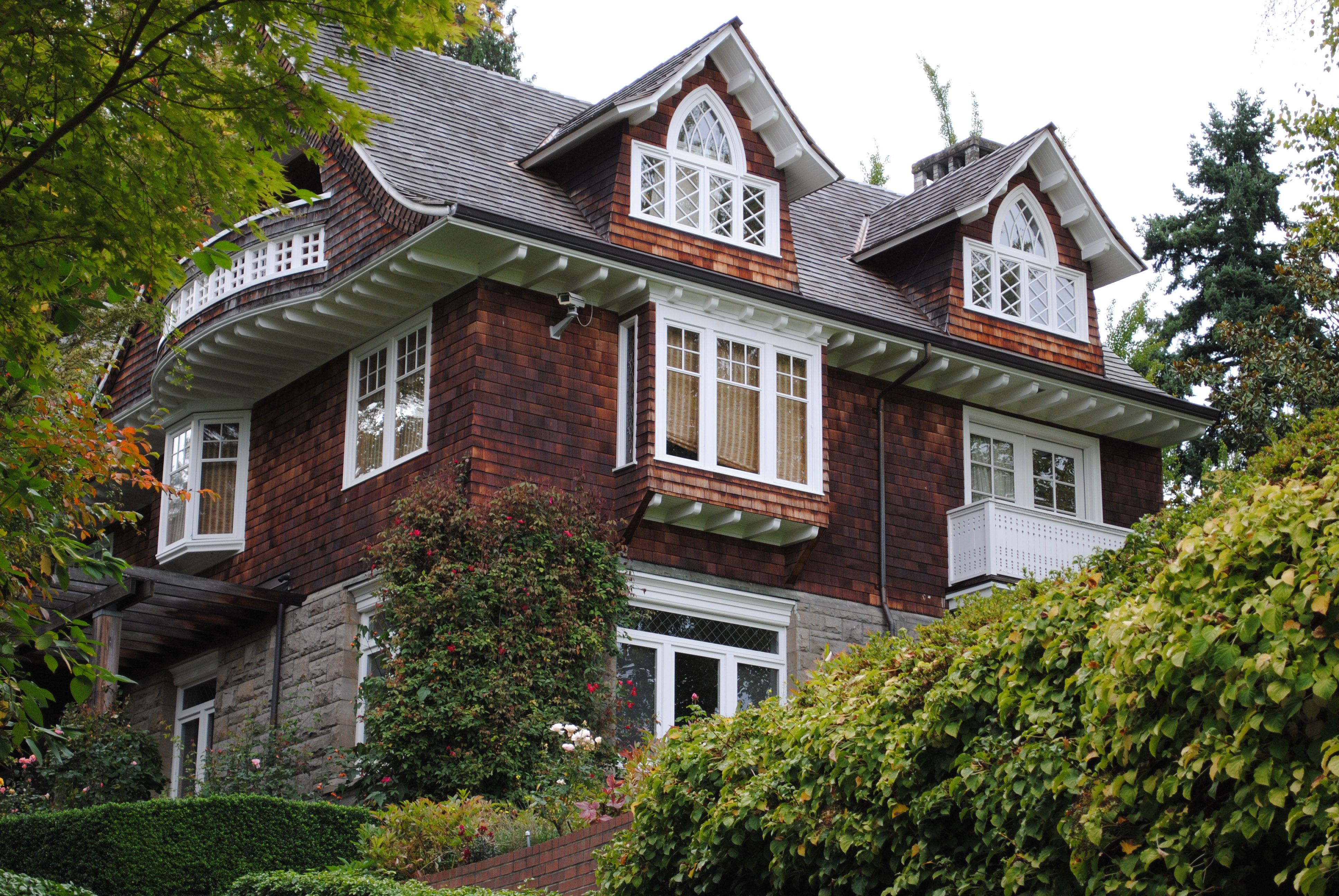
Casa onde Kurt Cobain morreu em Seattle, nos Estados Unidos

Em 8 de abril, o corpo de Cobain foi descoberto em sua casa no bairro de Denny-Blaine, em Seattle, pelo eletricista Gary Smith, que tinha chegado para instalar um sistema de segurança. Apesar de uma pequena quantidade de sangue que saía da orelha de Cobain, o eletricista relatou não ter visto qualquer sinal visível de trauma e, inicialmente, acreditava que Cobain estava dormindo até que viu a arma, uma espingarda Remington apontada para o queixo. Uma nota de suicídio foi encontrada, dirigida ao amigo imaginário de infância de Cobain, chamado "Boddah", que dizia, em parte: "Eu não tenho sentido a excitação de ouvir nem de criar música, ou de realmente escrever... já há muitos anos". Uma alta concentração de heroína e vestígios de diazepam também foram encontrados em seu corpo. O corpo de Cobain tinha ficado deitado lá por dias; o relatório do legista estimou que Cobain tinha falecido em 5 de abril de 1994, aos 27 anos de idade.
Uma vigília pública foi realizada para Cobain em 10 de abril em um parque no Seattle Center, atraindo cerca de sete mil pessoas em luto. Mensagens pré-gravadas por Krist Novoselic e Courtney Love, eram tocadas no memorial. Love leu trechos do bilhete suicida de Cobain para a multidão, chorando e culpando Cobain. Perto do final da vigília, Love chegou ao parque e distribuiu algumas roupas de Cobain para aqueles que ainda permaneciam. Dave Grohl diria que a notícia da morte de Cobain foi "provavelmente a pior coisa que aconteceu comigo na minha vida. Lembro-me de que, no dia seguinte, acordei e fiquei de coração partido por ele ter ido embora. Eu apenas senti, 'Ok, então eu tenho que acordar hoje e encarar mais um dia, e ele não'." Dave sabia que Cobain iria morrer cedo, e disse que "às vezes, você simplesmente não pode salvar alguém de si mesmo", e "de certa forma, você já se prepara emocionalmente para quando isso se tornar realidade". Dave Reed, que, por um curto período de tempo, foi o pai adotivo de Cobain, disse que "ele tinha o desespero, não a coragem, de ser ele mesmo. Depois que se faz isso, você não pode estar errado, porque você não pode estar errado quando as pessoas te amam por você ser você mesmo. Mas para Kurt, não importava que outras pessoas o amassem; ele, simplesmente, não amava a si mesmo o suficiente".
Uma cerimônia final foi marcada para Cobain por sua mãe em 31 de maio de 1999, que contou com a presença de Courtney Love e de Tracey Marander. Com um monge budista cantando, sua filha Frances Bean espalhou as cinzas de Cobain no riacho McLane, em Olympia, a cidade onde ele "tinha encontrado a sua verdadeira musa artística".
Até hoje, há controvérsias sobre a causa da sua morte. Tom Grant, o detetive contratado por Love, descobriu que a nota de suicídio, em certas partes, tem uma letra diferente da de Cobain, e também não possui suas digitais. A arma encontrada também não possui as impressões digitais de Kurt. Cobain também possuía uma alta concentração de heroína no sangue, três vezes uma dose letal, mesmo para um grande viciado, fazendo com que ele não tivesse força o bastante para poder puxar o gatilho em sua tentativa de 'suicídio', afirmou Tom; ele acredita que não foi suicídio, e sim um assassinato, e que Love possa estar envolvida pois, ela ficou três dias fora de casa enquanto Cobain se 'suicidava'. O filme Soaked in Bleach, baseado neste argumento e prometendo esclarecer todas as dúvidas sobre a morte do artista, foi lançado em 11 de junho de 2015.
Em 2014, vinte anos depois do suposto suicídio do vocalista do Nirvana, o pai de Courtney Love disse que pode ter sido a filha a premir o gatilho. "Ela seria bem capaz disso", assegurou.

## Legado

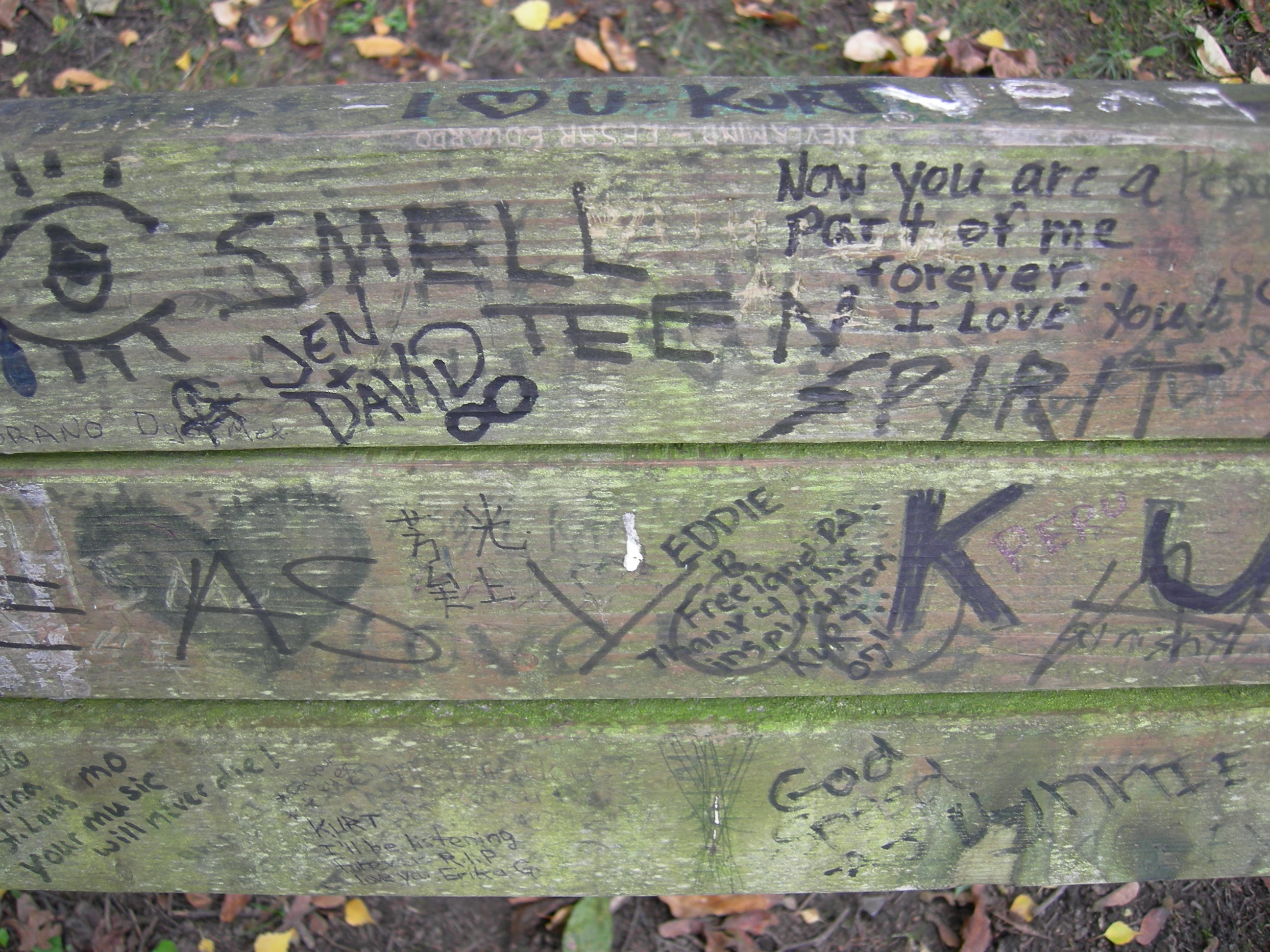
O banco no parque Viretta, próximo ao local da morte de Cobain, tornou-se um memorial não oficial a Cobain.

Mesmo após a sua morte, a música de Kurt, assim como ele próprio, continua a inspirar pessoas ao redor do mundo. Cobain é tido como o herói e ídolo de muitos adolescentes, por conta de suas letras, que tendem a expressar, na maioria das vezes, frustração, raiva, depressão e medo. Nos anos seguintes à sua morte, Cobain foi lembrado como um dos músicos de rock mais famosos da história da música alternativa. Em 2003, foi considerado o 73º melhor guitarrista e o 45º maior cantor de todos os tempos pela revista norte-americana Rolling Stone, e a sétima entre as "22 Melhores Vozes na Música" pela MTV.
Em 2005, um sinal foi colocado em Aberdeen, em Washington, onde se lia "Welcome to Aberdeen - Come As You Are" como um tributo a Cobain. O sinal foi pago e criado pelo Comitê Memorial Kurt Cobain, uma organização sem fins lucrativos criada em Maio de 2004 em honra a Cobain. O Comitê também previa a criação de um Kurt Cobain Memorial Park e um centro juvenil em Aberdeen. O Kurt Cobain Memorial Park foi inaugurado em 2011 no bairro de Aberdeen onde Kurt passou a sua infância, Felony Flats. Inicialmente mantido por voluntários, o parque foi adotado pela cidade de Aberdeen em 2015. Como Cobain não tem túmulo (ele foi cremado, tendo suas cinzas espalhadas no rio Wishkah, em Washington), muitos fãs do Nirvana visitam o parque Viretta, perto da antiga casa de Cobain, no lago Washington, para homenageá-lo. No aniversário da sua morte, os fãs se reúnem no parque para comemorar a sua vida e memória.

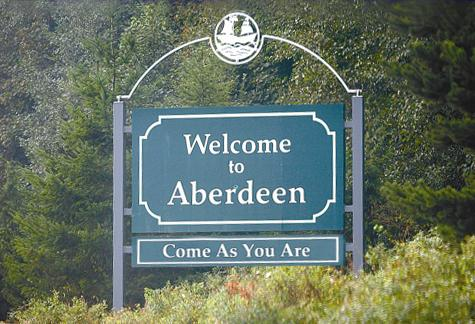
Em 2005, uma placa onde se lê Welcome to Aberdeen - Come As You Are ("Bem-vindo a Aberdeen - venha como você é") foi colocada em Aberdeen. "Come as You Are" é o nome de uma das músicas do Nirvana. A placa é um tributo a Cobain.

Gus Van Sant baseou, vagamente, seu filme Last Days, de 2005, em o que pode ter acontecido nas últimas horas da vida de Cobain.
Em meados de 2006, Cobain tomou o lugar de Elvis Presley como a celebridade póstuma mais bem paga, após a venda do catálogo de músicas do Nirvana. Presley recuperou a posição em 2007.
Em janeiro de 2007, Courtney Love começou a tentar vender a biografia de Cobain Heavier Than Heaven (lançada em 2001 pelo jornalista Charles R. Cross) para vários estúdios de cinema em Hollywood para que estes transformassem o livro em um longa-metragem sobre Cobain e o Nirvana.
Uma controvérsia eclodiu em julho de 2009, quando um monumento a Cobain, em Aberdeen, ao longo do rio Wishkah, incluiu a citação de Cobain "Drogas São Ruins Para Você ... Elas Vão Te Ferrar" (em inglês, "Drugs Are Bad For You ... They Will Fuck You Up."). A cidade, então, decidiu censurar o monumento e substituir a palavra "Fuck" ("Ferrar") por "F ---", mas os fãs, imediatamente, escreveram as letras de volta. O monumento e a ponte tornaram-se lugares populares para os fãs deixarem tributos ao cantor.
O videogame Guitar Hero 5, lançado em 2009, traz características de Cobain como personagem jogável. No entanto, a inclusão de Cobain desagradou seus colegas sobreviventes Krist Novoselic e Dave Grohl, que expressaram consternação com o fato de o personagem de Cobain poder ser usado com qualquer música, mesmo as cantadas por vocalistas femininas.
A guitarra (modelo D-18E, fabricado em 1959 pela empresa norte-americana Martin, que fez apenas 302 exemplares) utilizada por Cobain na gravação do álbum "Unplugged", foi vendida em 20 de junho de 2020, nos Estados Unidos, por seis milhões de dólares, um recorde para uma guitarra. O comprador é o empresário australiano Peter Freedman, fundador da empresa de microfones Rode Microphones.